# جيمس فرانك

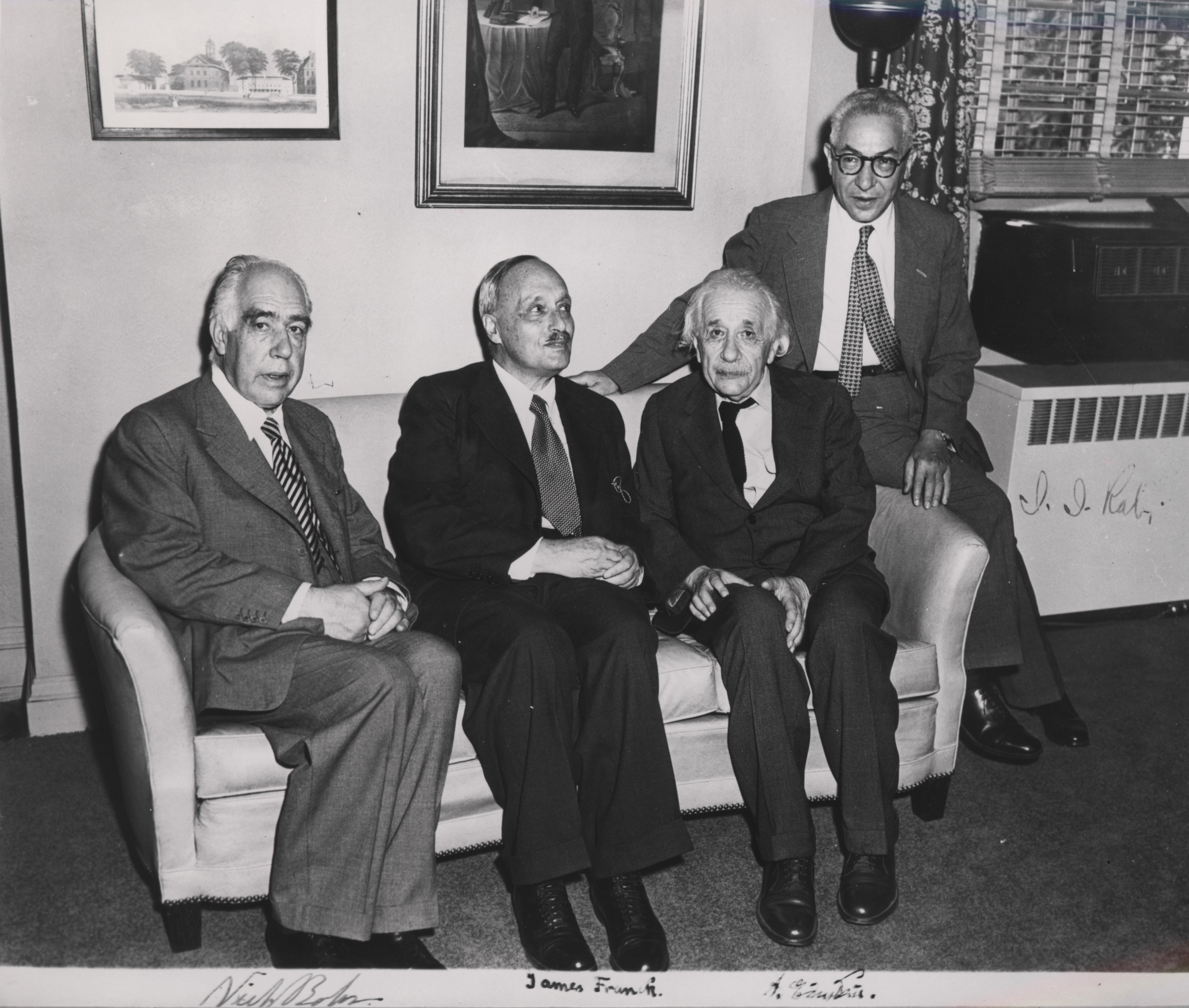
أربعة من الحائزين على جائزة نوبل. فرانك بين نيلز بور وألبرت أينشتاين ، مع إيزيدور إسحاق رابي عام 1954

جيمس فرانك (بالألمانية: James Franck) (مواليد 26 أغسطس، 1882 - 21 مايو، 1964) هو عالم فيزياء ألماني فاز عام 1925 بجائزة نوبل للفيزياء بالمشاركة مع غوستاف هرتس «لاكتشافهما القوانين التي تحكم تأثير الإلكترون على الذرة». حصل على درجة الدكتوراه في عام 1906 وشهادة التأهل للأستاذية في عام 1911 في جامعة فريدرش فيلهيلم في برلين، حيث حاضر ودرّس حتى عام 1918، بعد أن وصل إلى منصب أستاذ استثنائي. تطوع في الجيش الألماني خلال الحرب العالمية الأولى. أصيب بجروح خطيرة في عام 1917 بعد هجوم بالغاز وحصل على الصليب الحديدي من الدرجة الأولى.
أصبح فرانك رئيسًا لقسم الفيزياء في جمعية القيصر فيلهلم للكيمياء الفيزيائية. في عام 1920، أصبح فرانك أستاذًا عاديًا للفيزياء التجريبية ومديرًا للمعهد الثاني للفيزياء التجريبية في جامعة غوتينغن. في أثناء وجوده هناك، عمل في مجال فيزياء الكم مع ماكس بورن، الذي كان مدير معهد الفيزياء النظرية. تضمن عمله تجربة فرانك-هرتز، وهي تأكيد هام لنموذج بور للذرة. روج لمهن النساء في الفيزياء، ولا سيما ليز مايتنر وهرتا سبونر وهيلدا ليفي.
بعد وصول الحزب النازي إلى السلطة في ألمانيا عام 1933، استقال فرانك من منصبه احتجاجًا على إقالة زملائه الأكاديميين. ساعد فريدريك ليندمان في إعانة العلماء اليهود المُقالين في العثور على عمل في الخارج، قبل أن يغادر ألمانيا في نوفمبر عام 1933. بعد عام في معهد نيلز بور في الدنمارك، انتقل إلى الولايات المتحدة، حيث عمل في جامعة جونز هوبكينز في بالتيمور ثم جامعة شيكاغو. أصبح مهتمًا بالتركيب الضوئي خلال هذه الفترة.
شارك فرانك في مشروع مانهاتن خلال الحرب العالمية الثانية شاغلًا منصب مدير قسم الكيمياء في المختبر الميتالورجي. شغل أيضًا منصب رئيس لجنة المشكلات السياسية والاجتماعية حول القنبلة الذرية، والتي اشتهرت بتحرير تقرير فرانك، الذي نص على عدم استخدام القنابل الذرية على المدن اليابانية دون سابق إنذار.

## النشأة
ولد جيمس فرانك في هامبورغ، ألمانيا، في 26 أغسطس عام 1882، لعائلة يهودية، وهو الطفل الثاني والابن الأول للمصرفي، جايكوب فرانك، وزوجته ريبيكا (اسمها عند الولادة ناخوم دراكر). كان لديه أخت كبرى تدعى بولا، وأخ أصغر يدعى روبرت برنارد. كان والده رجلًا تقيًا ومتدينًا، بينما كانت والدته من عائلة حاخامات. التحق فرانك بالمدرسة الابتدائية في هامبورغ. ابتداءً من عام 1891، التحق في مدرسة فيلهلم الثانوية، والتي كانت آنذاك مدرسة للبنين فقط.
لم تكن هامبورغ جامعة في ذلك الوقت، لذلك كان على الطلاب المحتملين الالتحاق بإحدى الجامعات الـ22 في أماكن أخرى في ألمانيا. بهدف دراسة القانون والاقتصاد، التحق فرانك بجامعة هايدلبرغ عام 1901، إذ كانت فيها كلية حقوق مشهورة. حضر محاضرات في القانون، لكنه كان مهتمًا أكثر بالعلوم. في أثناء وجوده هناك، التقى بماكس بورن، الذي أصبح صديقه مدى الحياة. بمساعدة بورن، تمكن من إقناع والديه بالسماح له بالانتقال إلى دراسة الفيزياء والكيمياء. حضر فرانك محاضرات الرياضيات التي ألقاها كل من ليو كونيجسبيرجر وجورج كانتور، لكن هايدلبرغ لم تكن رائدة في العلوم الفيزيائية، لذلك، قرر الذهاب إلى جامعة فريدرش فيلهيلم في برلين. 

## تجربة فرانك-هيرتز
في عام 1914، تعاون فرانك مع هرتز لإجراء تجربة بهدف دراسة الفلورية. ابتكرا صمامً مفرغًا لدراسة الإلكترونات النشطة التي تنتشر عبر بخار مكون من ذرات الزئبق. اكتشفا أنه عندما يصطدم إلكترون بذرة زئبق، يفقد كمية محددة فقط (4.9 إلكترون فولت) من طاقته الحركية قبل الانحدار عن مساره. لا يتباطأ الإلكترون الأسرع بشكل كامل بعد الاصطدام، لكنه يفقد نفس المقدار من طاقته الحركية. ترتد الإلكترونات الأبطأ عن ذرات الزئبق دون أن تفقد كمية كبيرة من سرعتها أو طاقتها الحركية.
قدمت هذه النتائج التجريبية تأكيدًا للظاهرة الكهروضوئية لألبرت أينشتاين وعلاقة بلانك (E = fh) التي تربط كل من الطاقة (E) والتردد (f) الناتج عن تكميم الطاقة مع ثابت بلانك (h). بالإضافة إلى ذلك، قدما أدلة تدعم نموذج الذرة الذي اقترحه نيلز بور في العام السابق. كانت الفكرة الرئيسية هي أن الإلكترون الموجود داخل الذرة يحتل أحد «مستويات الطاقة الكمومية» للذرة. قبل الاصطدام، يشغل الإلكترون الموجود داخل ذرة الزئبق أدنى مستوى طاقة متاح له. بعد الاصطدام، يشغل الإلكترون الداخلي مستوى طاقة أعلى مع زيادة تبلغ 4.9 إلكترون فولت. هذا يعني أن الإلكترون يضعف ارتباطه بذرة الزئبق. لم تكن هناك مستويات أو احتمالات وسيطة.
في ورقة ثانية نُشرت في مايو عام 1914، أبلغ فرانك وهرتز عن ظاهرة انبعاث الضوء من ذرات الزئبق التي امتصت الطاقة جراء الاصطدامات. أظهرا أن الطول الموجي لهذا الإشعاع فوق البنفسجي يتوافق تمامًا مع الطاقة البالغة 4.9 إلكترون فولت التي فقدها الإلكترون. بالإضافة إلى ذلك، تنبأ بور بالعلاقة بين الطاقة والطول الموجي. أكمل فرانك وهرتز بحثهما الأخير معًا في ديسمبر عام 1918. في هذا البحث، عملا على تسوية التناقضات بين نتائجهما ونظرية بور، والتي أقرا بها لاحقًا. في محاضرة نوبل، اعترف فرانك بأنه «من غير المقبول تمامًا أننا فشلنا في إدراك الأهمية البالغة لنظرية بور، لدرجة أننا لم نذكرها ولا لمرة واحدة». في 10 ديسمبر عام 1926، حصل فرانك وهرتز على جائزة نوبل في الفيزياء لعام 1925 «لاكتشافهما القوانين التي تحكم تأثير الإلكترون على الذرة».

## اقرأ أيضا
- ماكس بورن
- كارل هيرزفيلد

## روابط خارجية
- جيمس فرانك على موقع الموسوعة البريطانية (الإنجليزية)
- جيمس فرانك على موقع مونزينجر (الألمانية)
- جيمس فرانك على موقع إن إن دي بي (الإنجليزية)